# Quincy Amarikwa
Quincy Amarikwa (Bakersfield, Californië, 29 oktober 1987) is een Amerikaanse profvoetballer die bij voorkeur als aanvaller speelt. Hij verruilde in 2015 Chicago Fire voor San Jose Earthquakes.

## Clubcarrière
Amarikwa werd in de derde ronde van de MLS SuperDraft 2009 gekozen door San Jose Earthquakes. Hij maakte zijn debuut op 21 maart 2009 tegen New England Revolution. Op 7 oktober 2009 scoorde hij tegen FC Dallas zijn eerste doelpunt. Na vijfentwintig wedstrijden waarin hij één keer scoorde werd hij op 7 april 2010 naar Colorado Rapids gestuurd. Amarikwa won met Colorado in 2010 de MLS Cup. Na twee seizoenen bij Colorado waarin hij eenendertig keer speelde en drie keer scoorde verliet hij de club op 28 juni 2012. Op 21 juli 2012 kwam Amarikwa terecht bij Toronto FC. Hij maakte zijn competitiedebuut voor Toronto op 28 juli tegen Houston Dynamo. Hij scoorde zijn eerste goal voor Toronto op 28 augustus 2012 tegen Santos Laguna in de CONCACAF Champions League. Op 27 februari 2013 werd Amarikwa naar Chicago Fire gestuurd. Hij maakte op 24 maart zijn debuut voor Chicago tegen Chivas USA. Zijn eerste goal voor de club scoorde hij op 25 mei tegen Real Salt Lake.
Op 26 juni 2015 werd Amarikwa naar San Jose Earthquakes gestuurd inruil voor Ty Harden. Hij debuteerde tegen Los Angeles Galaxy en maakte in die wedstrijd twee doelpunten. 